# 目黒警察署
目黒警察署（めぐろけいさつしょ）は、警視庁が管轄する警察署の一つである。第三方面本部所属。
目黒区の東北部を管轄している。管内には第三方面交通機動隊（三交機）本部の他、警視庁第三機動隊本部も存在する。
署員数およそ250名、識別章所属表示はOH。

## 所在地
- 東京都目黒区中目黒二丁目7番13号
  - 最寄駅：東急東横線・東京メトロ日比谷線中目黒駅

## 施設
- 代用監獄（留置場）

## 管轄区域
- 駒場一・二・三・四丁目（全域）
- 大橋一・二丁目（全域）
- 東山一丁目、二丁目の一部（二丁目26番の一部は世田谷警察署の管轄）
- 青葉台一・二・三・四丁目（全域）
- 上目黒一・二・三・四・五丁目（全域）
- 祐天寺一・二丁目（全域）
- 中目黒一・二・三・四・五丁目（全域）
- 三田一・二丁目（全域）
- 目黒一・二・三・四丁目（全域）
- 下目黒一・二・三・四・五・六丁目（全域）
- 中町一・二丁目（全域）
- 中央町一丁目の一部（1番）、二丁目の一部（前記以外の一丁目と二丁目26番は碑文谷警察署の管轄）
- 五本木一・二丁目、三丁目の一部（三丁目26番から33番は碑文谷警察署の管轄）

## 沿革
- 1923年（大正12年）10月20日 世田谷警察署目黒分室として創設。
- 1925年（大正14年）10月1日　目黒警察署として独立。（現在の中目黒三丁目内）
- 1938年（昭和13年）1月20日 新たに目黒区の西部方面を管轄する碑文谷警察署を分離・創設。
- 1953年（昭和28年）3月30日 現在地に移転。
- 1977年（昭和52年）4月30日 現庁舎が完成。

## 組織
- 警務課
- 交通課
- 警備課
- 地域課
- 刑事組織犯罪対策課
- 生活安全課

## 交番
- 油面交番（目黒区目黒四丁目26番6号）
- 大橋交番（目黒区大橋二丁目16番23号）
- 下目黒交番（目黒区下目黒一丁目6番18号）
- 宿山交番（目黒区上目黒五丁目）
- 中目黒駅前交番（目黒区上目黒一丁目26番1号）
- 三田交番（目黒区三田一丁目4番5号）
- 祐天寺駅前交番（目黒区目黒四丁目11番8号）

## 駐在所
- 駒場一丁目駐在所（目黒区駒場一丁目36番7号）

## 地域安全センター
- 上目黒地域安全センター（目黒区上目黒四丁目3番3号）
- 五本木地域安全センター（目黒区五本木二丁目53番8号）
- 谷戸前地域安全センター（目黒区中目黒五丁目21番10号）